# Apostolicam Actuositatem
Apostolicam Actuositatem — декрет Другого Ватиканського собору Католицької церкви, присвячений апостольства мирян. Затверджено папою Павлом VI 18 листопада 1965 року, після того як він був схвалений на соборі. За остаточний варіант документа висловилося 2340 учасників собору, проти — 2. Свою назву отримав за прийнятою в католицизмі практику у двох перших словами першої фрази — «Apostolicam Actuositatem populi Dei impensiorem reddere volens» (Бажаючи, щоб апостольська діяльність народу Божого стала жвавішою).
Декрет Apostolicam Actuositatem — один з дев'яти декретів Другого Ватиканського собору. Декрет складається з 33 статей, розділених на 6 розділів, вступ і покликання.

## Структура
1. Вступ (стаття 1)
2. Глава 1. Про покликання мирян до апостольства (статті 2-4)
3. Глава 2. Про переслідуваних цілях (статті 5-8)
4. 3. Про різні областях апостольства (статті 9-14)
5. Глава 4. Про різні способи апостольства (статті 15-22)
6. Глава 5. Про дотримання належного порядку (статті 23-27)
7. Глава 6. Про підготовку до апостольства (статті 28-32)
8. Висновок (стаття 33)

## Зміст
Декрет присвячений апостольської діяльності мирян, особливостям даної діяльності в сучасному світі і, в ширшому аспекті, ролі мирян в Церкві. Головна мета — висвітлити природу і характер апостольства мирян, а також проголосити його основні принципи і дати пастирські вказівки для його успішнішого здійснення.
|  | Апостольство мирян, що випливає з їх християнського покликання, завжди буде здійснюватися в Церкві. Саме Святе Письмо рясніє вказівками (Дії 11:19-21; 18, 26, Рим. 16:1-16, Фил. 4:3) на те, наскільки добровільною і плідною була ця діяльність за часів первісної Церкви. Але й наші часи очікують від мирян не меншого прагнення.. |

Декрет підкреслює, що завдання проповідувати Євангеліє і поширювати його по землі — це завдання всіх християн, а не тільки служителів Церкви.
Третя глава докладно розбирає області апостольської діяльності: церковні громади, сім'я, молодь, соціальне оточення, національний та міжнародний рівні. Четверта детально зупиняється на способах здійснення діяльності, особливу увагу приділяючи католицьким рухам і співтовариствам. У п'ятому розділі йдеться про взаємодію між ієрархією Церкви і рухами мирян, в шостій йдеться про підготовку мирян для апостольської діяльності.
в заключному покликанні декрету говориться:
|  | Отже, Святіший Собор гаряче закликає в Господі всіх мирян, щоб вони охоче, щедро і з серцевої готовністю відповідали голосу Христа, все настійніше закликає їх в цю годину, і спонуканню Святого Духа.". |